# Xemeneia d'aire

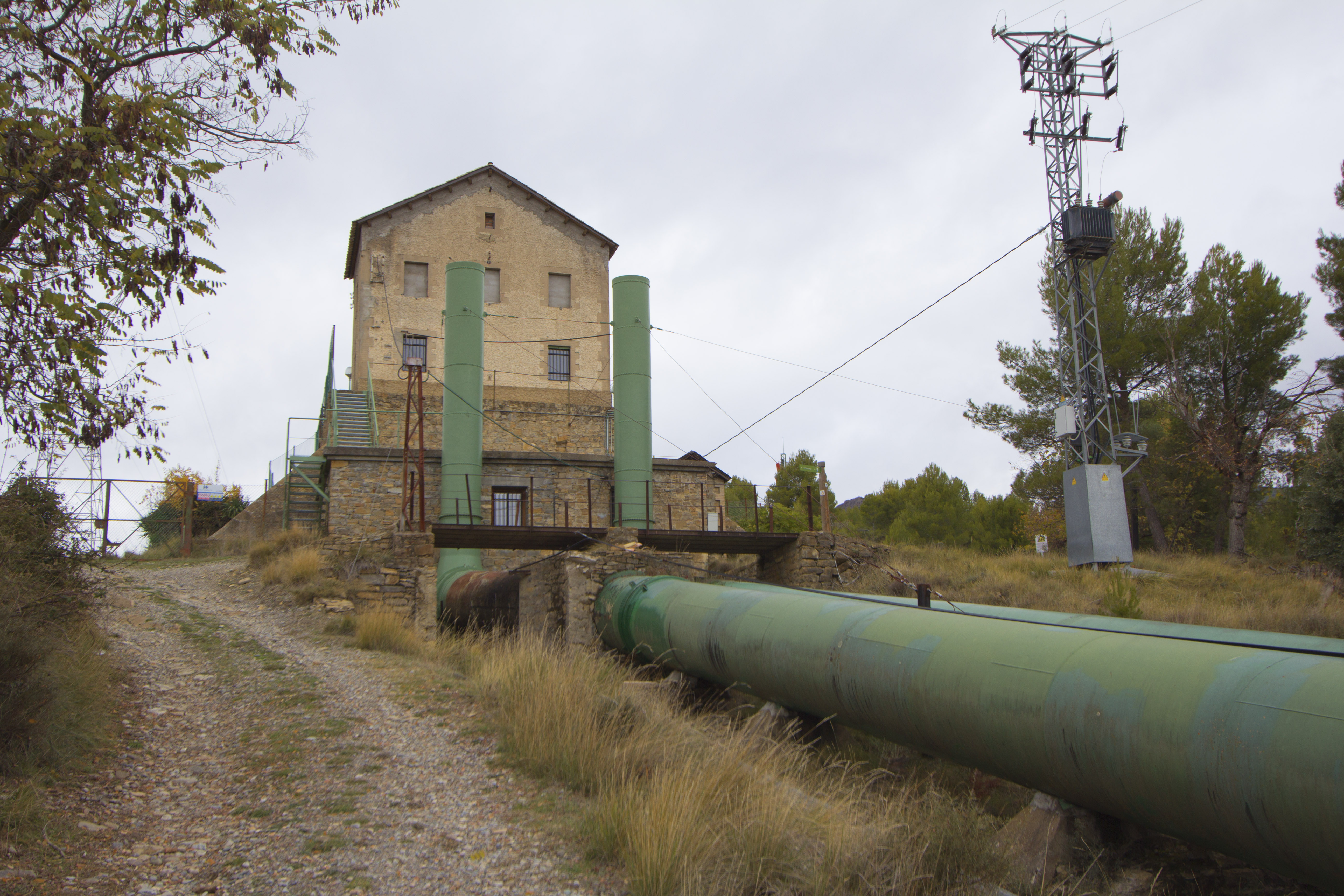
Xemeneia d'aire a l'inici de les canonades forçades de la Central de la Pobla de Segur

La xemeneia d'aire és una construcció d'enginyeria hidràulica la funció principal de la qual és evitar els danys que es poden produir en una canonada forçada quan la vàlvula situada al principi d'aquesta es tanca de forma sobtada i es produeix un buit baromètric, provocant un possible aixafament de la canonada.

### On s'instal·la
Es necessària en l'inici de les canonades a pressió de les centrals hidroelèctriques o altres obres de conducció d'aigua on un element de regulació (una vàlvula) està situada al principi de la canonada forçada. La inclinació de la canonada provoca que l'aigua que hi flueix descendeixi de forma ràpida.
La xemeneia d’aire ha de situar-se aigües avall de la vàlvula, però el més a prop possible d’ella per que no hagi cap espai susceptible d'aixafament per buit baromètric.

### Què és

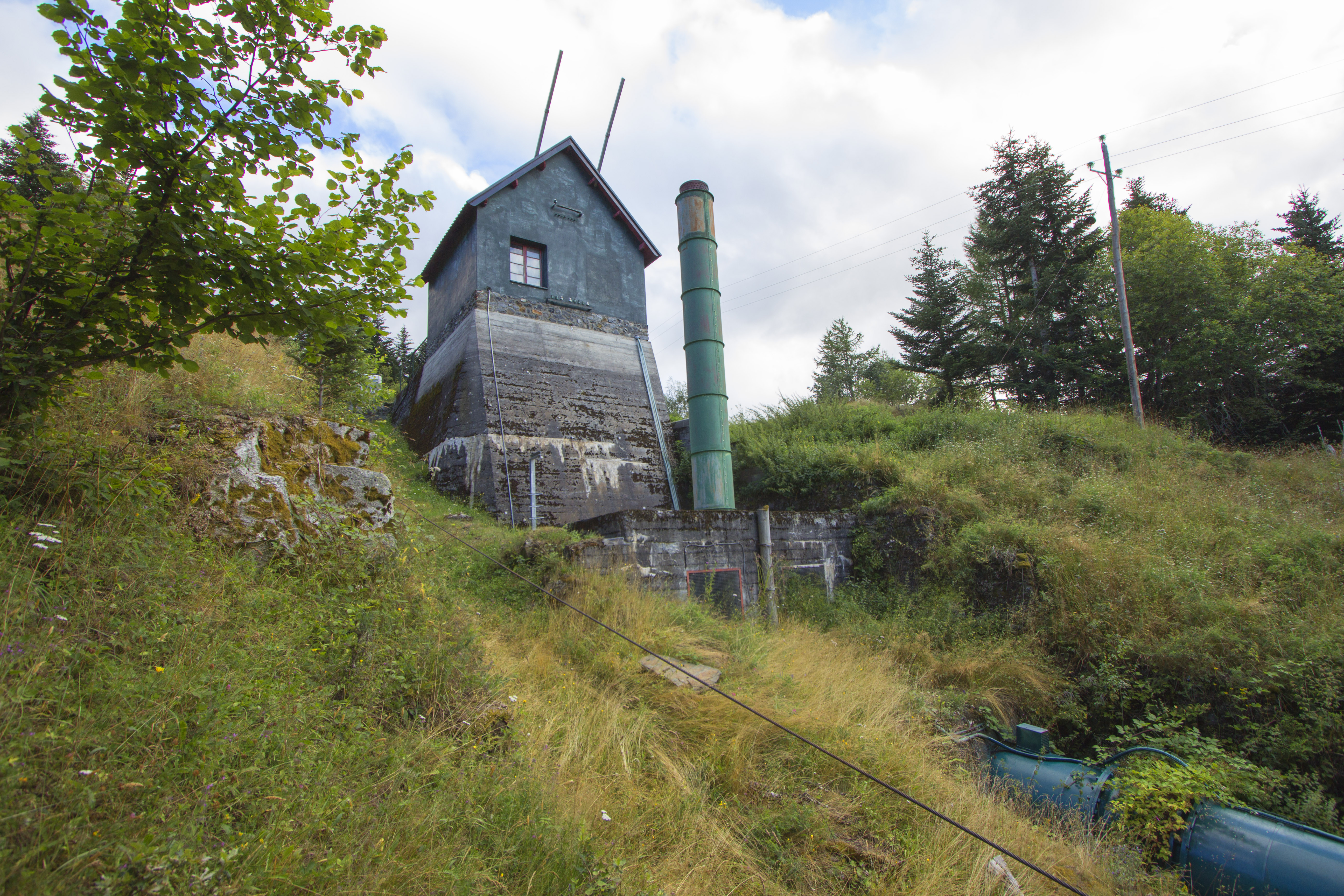
Xemeneia d'aire de la central hidroelèctrica de Benós (Vall d'Aran)

La xemeneia d'aire és una canonada de gran diàmetre oberta a l'atmosfera però amb la part superior protegida per evitar l'entrada d'elements que la puguin taponar. La seva col·locació és vertical sobre el conducte de líquid. Quan es produeix el tancament sobtat de la vàlvula, l'aigua continguda en la canonada continua baixant i l'espai que deixa buit es ocupat per l'aire que entra per la xemeneia.

### Funcions
Les funciones que pot desenvolupar una xemeneia d'aire son:
- Evitar buit baromètric quan es tanca la vàlvula situada aigües amunt de la canonada forçada.
- Permetre que l’aire desplaçat per l’aigua quan aquesta omple la canonada forçada s’evacuï de forma apropiada.

### Instal·lacions
Es poden veure xemeneies d'aire a la cambra de càrrega en cadascuna de les següents instal·lacions:
- Central Hidràulica de la Pobla de Segur
- Central hidroelèctrica de Molinos
- Central d'Arties
- Central de Benós